# PEACH:LIME//SHAKE
PEACH:LIME//SHAKE es el noveno sencillo lanzado por la cantante japonesa Hayami Kishimoto en julio del año 2006, un año después del octavo sencillo. Este sencillo contiene un tema remixado de la canción principal del sencillo anterior.

## Canciones
1. PEACH:LIME//SHAKE
2. Life Enjoy
3. JUMP!NG↑GO☆LET'S GO⇒ ~883 Jumping 80's Mix~
4. PEACH:LIME//SHAKE (Instrumental)